# Praag 2
Praag 2 (officieel Gemeentelijk district Praag 2, Městská čast Praha 2) is een gemeentelijk district van de Tsjechische hoofdstad Praag. Het district valt samen met het administratieve district (správní obvod) met dezelfde naam. Praag 2 bestaat uit de wijk Vyšehrad en delen van de wijken Vinohrady, Nieuwe Stad en Nusle. Sinds de oprichting van het district in het jaar 1960 is Praag 2 hetzelfde gebleven.
In Praag 2 liggen de nationale begraafplaats en de ruïnes van een middeleeuws kasteel. In het Praag 2-deel van de Nieuwe Stad liggen onder andere het Karelsplein, het in gotische stijl gebouwde stadhuis en verschillende gebouwen van de Karelsuniversiteit. Het historische centrum van Vinohrady valt eveneens onder Praag 2.
Praag 2 grenst in het noorden aan Praag 1, in het oosten aan Praag 3 en 10, in het zuiden aan Praag 4 en in het westen aan Praag 5.
Praag 1 · Praag 2 · Praag 3 · Praag 4 · Praag-Kunratice · Praag 5 · Praag-Slivenec · Praag 6 · Praag-Lysolaje · Praag-Nebušice · Praag-Přední Kopanina · Praag-Suchdol · Praag 7 · Praag-Troja · Praag 8 · Praag-Březiněves · Praag-Ďáblice · Praag-Dolní Chabry · Praag 9 · Praag 10 · Praag 11 · Praag-Křeslice · Praag-Šeberov · Praag-Újezd · Praag 12 · Praag-Libuš · Praag 13 · Praag-Řeporyje · Praag 14 · Praag-Dolní Počernice · Praag 15 · Praag-Dolní Měcholupy · Praag-Dubeč · Praag-Petrovice · Praag-Štěrboholy · Praag 16-Radotín · Praag-Lipence · Praag-Lochkov · Praag-Velká Chuchle · Praag-Zbraslav · Praag 17-Řepy · Praag-Zličín · Praag 18-Letňany · Praag 19-Kbely · Praag-Čakovice · Praag-Satalice · Praag-Vinoř · Praag 20-Horní Počernice · Praag 21-Újezd nad Lesy · Praag-Běchovice · Praag-Klánovice · Praag-Koloděje · Praag 22-Uhříněves · Praag-Benice · Praag-Kolovraty · Praag-Královice · Praag-Nedvězí